# Marek Rigo
Marek Rigo (* 15. Dezember 1997 in Bratislava) ist ein slowakischer Fußballspieler.

## Karriere
Rigo begann seine Karriere beim ŠK Slovan Bratislava. In der Winterpause der Saison 2015/16 rückte er in den Kader der Reserve von Slovan. Für diese kam er bis Saisonende zu sieben Einsätzen in der zweiten Liga. Im September 2016 debütierte er für die Profis in der Fortuna liga, als er am achten Spieltag der Saison 2016/17 gegen den TJ Spartak Myjava in der 83. Minute für Seydouba Soumah eingewechselt wurde. In der Saison 2016/17 kam er zu 13 Profieinsätzen, zudem spielte er 17 Mal für die Reserve, die allerdings zu Saisonende aus der zweiten Liga abstieg.
Zur Saison 2017/18 wurde er an den Ligakonkurrenten FK Senica verliehen. Für Senica kam er bis zur Winterpause zu 15 Einsätzen in der höchsten slowakischen Spielklasse. In der Winterpause wurde er innerhalb der Liga an den FC Zlaté Moravce weiterverliehen. Für Zlaté Moravce kam er bis Saisonende zu fünf Einsätzen. Zur Saison 2018/19 kehrte er wieder zu Slovan zurück, wo er allerdings nicht mehr zum Einsatz kam.
Zur Saison 2019/20 wechselte er zum Zweitligisten KFC Komárno. Für Komárno kam er bis zur Winterpause zu 16 Zweitligaeinsätzen. In der Winterpause wurde er innerhalb der Liga an die wieder zweitklassige Reserve von Slovan Bratislava verliehen. In eineinhalb Jahren kam er zu 24 Zweitligaeinsätzen für Slovan, zudem spielte er im Cup wieder einmal für die Profis von Slovan. Zur Saison 2021/22 kehrte er nicht mehr zu Komárno zurück, sondern wechselte zum österreichischen Regionalligisten SC Wiener Viktoria. Für die Viktoria kam er zu 24 Einsätzen in der Regionalliga Ost, in denen er fünf Tore erzielte.
Zur Saison 2022/23 schloss er sich dem Ligakonkurrenten FCM Traiskirchen an.